# Музичка естетика
Музичка естетика (енгл. Aesthetics of music) је научно-филозофска дисциплина која има за циљ проучавање свих аспеката музичке уметности, упознајући њену личност и законе како би открила њен потпуни смисао у појединостима и целини.

## Историја
У древној Кини, Месопотамији и Египту су преовладавала космогонијска поимања о музици. У Грчкој је смештена најстарија питагорејска естетика; она полази од математичких открића Питагоре из којих се развило филозофско схватање о музици као одразу реда и склада који владају у космосу. Према Платону музика је уметност боја и осећаја, одраз свемирских закона који је снажан морални чинилац. Одавде води његов интерес за музику као одгојно и политичко средство првог реда којем даје истакнуто место у својој идеално замишљеној држави. Платон је заступао мишљење о одређеном етичком деловању појединих модуса у одгоју душе и стишавању страсти. Настављајући његово учење, Аристотел такође сматра да музика има етичку и педагошку улогу, па проматра модусе са тог становишта. Он отвара пут проучавању музике као непосредне осетне и искуствене чињенице. Аристоксен чини први одлучан корак на том путу, нарочито
проучавањем мелодије и музичке перцепције. Свети Августин се враћа питагорејским тумачењима. Музика је, према њему, кретање распоређено бројем (лат. scientia bene movendi). Касиодор, Боетије,
Исидор из Севиље, Тома Аквински и Гвидо Аретински углавном преузимају и разрађују античка схватања. И ренесанса је још била под питагорејским утицајем, али приступа музици искуствено. У просуђивању музике Јоханес Тинкторис се обраћа слуху; консонанцу и дисонанцу, на пример, не одређује математички (бројчаним односом), него психолошки (угодношћу); Хајнрих Глареан још знатније наставља у том правцу. Рене Декарт, Марин Мерсен, Готфрид Вилхелм Лајбниц и Леонард Ојлер,
гледајући на музику у суштини као на део математике, не доносе, напротив, битних новости. Али 18. век открива нове вредности,
те означује почетак великог осамостаљења и развитка музичке
естетике. Сам израз естетика појављује се уосталом први пут тек 1750. године у наслову једног дела Александра Готлиба Баумгартена. Низ аутора расправља о изражају осећаја у музици (Чарлс Ејвисон, Јохан Матесон, Андре Мореле, Жан Филип Рамо, Жан Жак Русо, Јохан Адолф Шајбе), о угодности изазваној слушањем музике (Жан Бенџамин Делаборд, Мишел Пол Ги де Шабанон) те о њеним физиолошким и психолошким условима (Ејвисон, Матесон). Са Вилхелмом Хајнрихом Викенродером се пак крајем стољећа
рада романтичка музичка естетика, чији ће ирационалистички сентиментализам доћи до пуног изражаја у 19. веку, већ код Јохана Готфрида фон Хердера. Хедонистички погледи и канта на музику нису, напротив, од већег значења. Музика је уметност угодног, а не уметност лепог: према томе, нижа уметност; она је тек игра звучних сензација. Филозофија музике Артура Шопенхауера, а лично Георга Вилхелма Фридриха Хегела, креће се, међутим, унутар њихових метафизичких система, којима је подвргнута. Хармонија је, према Хегелу, јединство различитости, које чини и суштина идеје; музика је експресивна по себи и чисти је акт
духа у времену. По Шопенхауеровом расуђивању музика је одраз воље, која је, према њему, најдубља стварност; он доследно томе одбацује сентименталистичко становиште о музици као изразу осећаја, које је заступао Јохан Матесон, а касније нарочито и Лудвиг Тик, Новалис, Ернст Теодор Вилхелм Хофман, Фридрих фон Хаусегер и Херман Кречмар. Нека Шопенхауерова гледишта утицала је на естетске погледе Фридриха Вилхелма Ничеа и Рихарда Вагнера. Против сентименталистичке естетике устао је Едуард Ханслик, према којем је музика свет за себе, па и музичка естетика за коју је сматрао да треба да буде засебна наука. Музичка
лепота уписана је у тоновима и не зависи о елементима изван музике.
Музичка естетика треба да се бави оним што има специфично у погледу музичког карактера. Према Ханслику, музика уосталом није способна да
изражава осећаје; она изражава тек њихов динамизам (напетости
и попуштања, порасте и падове); музичка је форма звучна као арабеска, игра облика који се звучећи крећу. Одбацујући екстремни облик експресионистичке естетике, романтички сентиментализам, Ханслик је тако зашао у другу крајност, у формализам. Али, бранећи аутономност музике, он је донекле припремио развитак музичке естетике на прелазу у 20. век, у којем њен опши значај постаје све подробније позитивно проучавање конкретних и специфичних музичких чињеница, чему су непосредније допринели такође Херберт Спенсер и Вилхелм Вунт, као и Густав Теодор Фехнер лично, оснивач експерименталне естетике. Од тада психологија, акустика, социологија, етнологија и, разумљиво, музикологија постају њене неопходне помоћне науке. Подручје проучавања се проширује и продубљује; појављују се разне методе, теорије и правци, категорије када су повезани уз одређена старија или новија филозофска схватања. Музичком естетиком бавили су се раније и сами музичари, као што су Жан Филип Рамо, Роберт Шуман, Хектор Берлиоз и Рихард Вагнер. Музичари 20. века су то чинили у још знатнијој мери (на пример Арнолд Шенберг, Пол Дјука, Игор Стравински, Паул Хиндемит, Артур Хонегер, Дмитриј Шостакович, и тако даље). Уметничко искуство самих музичара постаје драгоцено, нарочито у проучавању проблема непосредно везаних уз саму музичку праксу. Теорије о музици као изражају осећаја попримају нова значења: према Етјену Суриуу, музика путем сентименталне апстракције изражава и ствара осећај афективних стања; према Ежену Делакроау и Оливију Алану музика се не ограничава на изражавање осећаја: она их ствара. На сентименталистичку естетику надовезује се субјективистичка теорија Ајнфилунга, према којој човјек несвесно уноси свој субјективни свет у музику. Њени главни представници јесу Фридрих Теодор Вишер, Теодор Липс, Јоханес Волкелт и Виктор Баш. Обновљено формалистичко становиште, према којем је музика неспособна да изражава ванмузичке садржаје, заступају, између осталих, Отакар Хостински, Хуго Риман, Фридрих Брен и Игор Стравински. Њихови претходници, осим Едуара Ханслика, били су у 18. веку Мишел Пол Ги де Шабанон, а у 19. веку Ханс Георг Нагели, Јохан Фридрих Хербарт, Густав Теодор Фехнер, Мане Бекуер, Јохан Георг Ритер фон Цимерман и Едгар Маркс Лазарус. Најзначајнији заступник енергетизма, према којем суштина музике не стоји у тоновима него у унутрашњој енергији и динамици чији су израз и симбол, јесте Ернст Курт. Остали представници су Хајнрих Шенкер, Август Ото Хан, Херберт Мерсман и Арнолд Шеринг. Мотористичка теорија ставља у улогу психичке моторичности у музичкој перцепцији чији су главни заступници Вилхелм фон Боде, Кристофер Мајкл Дисеренс, Дудинт Гес и Александре Денереаз. Пре Лионела Дуријака интересе у музици је заступао Георг Фридрих Херман Риман, према којем је музичка перцепција главна делатност. Према Жулу Комбаријеу музика је уметност у тоновима, а музичка мисао је непреводљива речим. По питањима у вези са музиком баве се експерименталисти Карл Емил Сишор, Гиорги Ревеш, Григориј Николајевич Теплов и Оноре Жан Аристид Хусон; означава у том оквиру стваралачки процес. Заступајући становиште психолошке естетике, Морис Прадине тумачи музичке феноме генетски. Тему о музици као уметности која се одвија начео је Анри Бергсон, а развила ју је Жизел Брелет, која оснивива музичку естетику у музичком времену као засебну, битну за музичку уметност. Брелетова такође учествује у отклањању основних проблема интерпретације и извођења, којом сеекспериментално бавио нарочито Карл Емил Сишор, док и Ерхард Шмит, Ролан Фрајс и Едгар Виљемс проучавају експериментализам. Од психологије и акустике независно становиште такозване естетике заступа Петер Џералд Волф, сматрајући да се треба утемељити на специфичне музичке елементе, од којег је битнији интервал. Валтер Виора, напротив, тражи да музика буде интегрална, то јест да се музика истражује свеобухватно, употребљавајући све методе, међу њима историјску хронолошко-социолошку слику. Становиште социолошке естетике за; хало, истичући да је уметност израз друштвене средине у историјском тренутку, са становишта којег треба поставити њене вредности. Истичући друштвену и личну класичност музике, са марксистичког становишта у музичкој се слаже Зофија Лиса, Јевгениј Кремљов и Виктор Ванслов, а код нас Предраг и Војислав Вучковић. У новије време, музичком естетиком лично су почели да се баве Иван Фохт, Драгутин Гостушки, Петар Стефановић и Игњат Шупи. У оквиру музичке естетике проучавају се музички проблеми и третира се низ посебних и савремених напора, оних који се тичу у стваралачкој и извођачкој пракси музичког језика, радиофонског извођења, електронске и модерне музике.